# Beaumotte-Aubertans
Beaumotte-Aubertans – miejscowość i gmina we Francji, w regionie Burgundia-Franche-Comté, w departamencie Górna Saona.
Według danych na rok 1990 gminę zamieszkiwało 345 osób, a gęstość zaludnienia wynosiła 25 osób/km² (wśród 1786 gmin Franche-Comté Beaumotte-Aubertans plasuje się na 419. miejscu pod względem liczby ludności, natomiast pod względem powierzchni na miejscu 259.).